# Korallormar
Korallormar (Micrurus) är ett släkte av ormar inom familjen giftsnokar. Det finns cirka 65 arter i släktet. Karakteristiskt för korallormarna är deras starka varningsfärger, ofta i rött, svart, vitt och gult samt ibland blått vilka är en signal till fiender om att de är giftiga. Korallormar finns i många olika slags miljöer, allt ifrån öknar till molnskogar och regnskogar. Utbredningsområdet sträcker sig från östra USA, genom Centralamerika och även över stora delar av Sydamerika. De är släkt med kobror och mambor.
De efterliknas av ofarliga kungssnokar (mjölksnok). Skillnaden är att de giftiga korallormarna har röda band mot gula eller vita (i ordningen röd-gul/vit-svart-gul/vit-röd etc.). Kungssnokarna har alltid röda band mot svarta (i ordningen röd-svart-gul/vit-svart-röd etc.).
Allmänt är korallormar små ormar men några arter kan bli 1,5 meter långa. Honor lägger ägg. Individerna rör sig på marken och de är främst nattaktiva. De jagar olika kräldjur.

## Systematik
Arter enligt Catalogue of Life:
- Micrurus alleni
- Micrurus altirostris
- Micrurus ancoralis
- Micrurus annellatus
- Micrurus averyi
- Micrurus bernadi
- Micrurus bocourti
- Micrurus bogerti
- Micrurus browni
- Micrurus camilae
- Micrurus carinicauda
- Micrurus catamayensis
- Micrurus clarki
- Micrurus collaris
- Micrurus corallinus
- Micrurus decoratus
- Micrurus diana
- Micrurus diastema
- Micrurus dissoleucus
- Micrurus distans
- Micrurus dumerilii
- Micrurus elegans
- Micrurus ephippifer
- Micrurus filiformis
- Micrurus frontifasciatus
- Micrurus fulvius
- Micrurus hemprichii
- Micrurus hippocrepis
- Micrurus ibiboboca
- Micrurus isozonus
- Micrurus langsdorffi
- Micrurus laticollaris
- Micrurus latifasciatus
- Micrurus limbatus
- Micrurus margaritiferus
- Micrurus medemi
- Micrurus mertensi
- Micrurus mipartitus
- Micrurus multifasciatus
- Micrurus multiscutatus
- Micrurus narduccii
- Micrurus nebularis
- Micrurus pacaraimae
- Micrurus pachecogili
- Micrurus paraensis
- Micrurus peruvianus
- Micrurus petersi
- Micrurus proximans
- Micrurus putumayensis
- Micrurus pyrrhocryptus
- Micrurus remotus
- Micrurus renjifoi
- Micrurus ruatanus
- Micrurus sangilensis
- Micrurus scutiventris
- Micrurus silviae
- Micrurus spixii
- Micrurus spurelli
- Micrurus stewarti
- Micrurus stuarti
- Micrurus surinamensis
- Micrurus tamaulipensis
- Micrurus tener
- Micrurus tricolor
- Micrurus tschudii